# Amblyseius anomalus
Amblyseius anomalus är en spindeldjursart som beskrevs av van der Merwe 1968. Amblyseius anomalus ingår i släktet Amblyseius och familjen Phytoseiidae. Inga underarter finns listade i Catalogue of Life.